# Hegyesorrú denevér
A hegyesorrú denevér vagy hegyesorrú egérfülű-denevér (Myotis blythii) az emlősök (Mammalia) osztályának a denevérek (Chiroptera) rendjébe, ezen belül a kis denevérek (Microchiroptera) alrendjébe és a simaorrú denevérek (Vespertilionidae) családjába tartozó faj.

## Előfordulása
A hegyesorrú denevér Dél-Európában, a Földközi-tenger mellékén és Délkelet-Európában valamint Közép-Ázsia egy részén él. Magyarországon gyakori faj.

## Alfajai
- Myotis blythii ancilla
- Myotis blythii blythii
- Myotis blythii lesviacus
- Myotis blythii omari

## Megjelenése
A hegyesorrú denevér nagyon hasonlít a közönséges denevérre, de füle keskenyebb és rövidebb. Orra némileg hegyesebb, testmérete valamivel elmarad nagyobb rokonáétól. Feje kecses, fölülről nézve kevésbé széles. Bundája színe világosbarna, a hasi részen piszkosfehér, a medence környékén nincsen vöröses árnyalat. A kutatók szerint jó meghatározó bélyeg a fejtetőn lévő borsónyi nagyságú, az alapbundaszíntől világosabb folt.

## Életmód
A nyár folyamán több száz egyedből álló kolóniákat alkotnak, szálláshelyül templomok, régi építmények padlásain húzódnak meg. Késő ősszel akár több száz kilométerre lévő barlangokba repülnek telelni. A leghosszabb, ismert vonulás 600 km volt. Téli álma rövid, többször megszakított, meghatározott rendszerességgel települ át a barlang különböző részeire. Tél elején a melegebb részekre, tavasszal a bejárathoz közelebbi, illetve nagyobb termeket keresi fel.
Röpte lassú szárnycsapásokból áll, vadászni főleg tisztáson vagy parkokban szokott, ahol legtöbbször a talajról kapja fel a bogarakat, sáskákat, molylepkéket és nagyon sok mezőgazdasági kártevőt.
A leginkább zavarástűrő faj, ennek ellenére állománya folyamatosan csökken.